# Vlag van Marken (Nederland)
De vlag van Marken kan verwijzen naar de dorpsvlag van het Noord-Hollandse schiereiland Marken of naar de voormalige vlag van de gemeente Marken die in 1991 kwam te vervallen nadat de gemeente opging in de fusiegemeente Waterland.

## Dorpsvlag

Dorpsvlag van de Marken vanaf 2024

Oude dorpsvlag van de Marken tot 2024

De plaats Marken maakt gebruikt van een dorpsvlag waarop het oude gemeentewapen is afgebeeld op een achtergrond van twee horizontale banen in blauw en geel. Opvallend is dat deze dorpsvlag nooit als gemeentevlag in gebruik is geweest en hetzelfde grondgebied vertegenwoordigd als de oude gemeentevlag. De oorsprong en de status van de dorpsvlag is hierdoor onduidelijk. Mogelijk is er na 1991 voor een dorpsvlag met het oude wapen gekozen vanwege de meer historische uitstraling, zeker in contrast tot de juist modern of futuristische ogende gemeentevlag.
De vlag wordt ook wel 'de morenkop' genoemd doordat de tot 2024 gebruikte afbeelding van het gemeentewapen doet denken aan een Moorse man. In 2023 ontstond ophef hierover omdat de karikaturale weergave associaties met het slavernijverleden opriep. Hierop heeft de Eilandraad, de dorpsraad van Marken het initiatief genomen om de afbeelding aan te passen. Het historisch gemeentewapen van Marken kent trouwens verschillende uitvoeringen die niet allemaal een Moorse man of een karikatuur daarvan laten zien. Over de oorsprong van het gemeentewapen en of het wel of niet om een Moorse man gaat, bestaat onduidelijkheid, mogelijk gaat het om de heilige Mauritius, die vaak als Moor wordt voorgesteld.

## Voormalige gemeentevlag

Vlag van de gemeente Marken
(1972-1991)

De gemeentevlag van de voormalige gemeente Marken werd op 13 oktober 1972 per raadsbesluit vastgesteld. De kleuren van de vlag waren gebaseerd op de kleuren van het gemeentewapen, maar de vlag gebruikte de afbeelding van het gemeentewapen niet. De vlag bevatte, net als een aantal andere vlaggen van gemeenten rond het IJsselmeer, een Scandinavisch kruis, met daarin een gestileerde L (van Cornelis Lely). Het ontwerp is van de Stichting voor Banistiek en Heraldiek.
De gemeentevlag kwam in 1991 te vervallen, omdat de gemeente op ging in de gemeente Waterland. In plaats van deze vlag als dorpsvlag te kiezen voor Marken is dus gekozen voor een blauw-gele vlag met het oude gemeentewapen.

## Verwante afbeeldingen

Wapen van Marken
Vlag van Lelystad
Vlag van Noordoostpolder
Vlag van Wieringen
Vlag van Wieringermeer

Akersloot
· Andijk
· Anna Paulowna 
· Assendelft 
· Beemster 
· Bennebroek 
· Blokker 
· Broek in Waterland 
· Bussum 
· Callantsoog 
· Edam 
· Egmond 
· Egmond aan Zee 
· Egmond-Binnen 
· Graft-De Rijp 
· 's-Graveland 
· Haarlemmerliede en Spaarnwoude 
· Harenkarspel 
· Heerhugowaard 
· Hensbroek 
· Hoogwoud 
· Ilpendam 
· Jisp 
· Krommenie 
· Langedijk 
· Limmen 
· Marken 
· Midwoud 
· Monnickendam 
· Muiden 
· Naarden 
· Nederhorst den Berg 
· Nibbixwoud 
· Niedorp 
· Noorder-Koggenland 
· Obdam 
· Opperdoes 
· Schermer 
· Schermerhorn 
· Schoorl 
· Sint Maarten 
· Terschelling 
· Terschelling en Vlieland 
· Twisk 
· Venhuizen 
· Vlieland 
· Warmenhuizen
· Weesp
· Wervershoof 
· Wester-Koggenland 
· Westwoud 
· Westzaan 
· Wieringen 
· Wieringermeer 
· Wijdewormer 
· Wognum 
· Wormer 
· Wormerveer 
· Zaandam 
· Zaandijk 
· Zeevang 
· Zijpe
Abbekerk
· Assendelft
· Bergen
· Bovenkarspel
· Buitenveldert
· Bussum
· De Rijp
· Driemond
· Groet
· Grootschermer
· Graft
· Hauwert
· Huisduinen
· Julianadorp
· Koog aan de Zaan
· Krommenie
· Krommeniedijk
· Lambertschaag
· Marken
· Middelie
· Muiden
· Muiderberg
· Naarden
· Nauerna
· Nibbixwoud
· Nieuw-Vennep
· Omval
· Opperdoes
· Rijsenhout
· Sijbekarspel
· Sint Pancras
· Sloten
· Spaarndam
· Vogelenzang
· Weesp
· Wijk aan Zee
· Wormerveer
· Zaandijk
· Zwaagdijk-West